# ボストン虐殺事件
ボストン虐殺事件（ボストンぎゃくさつじけん、英：Boston Massacre）は、1770年3月5日にイギリス領マサチューセッツ湾直轄植民地（現アメリカ合衆国マサチューセッツ州）のボストンにおいてイギリス駐屯軍の部隊8名と、約300名から400名になる市民が衝突し、群衆側の投石などに対してイギリス兵が発砲して市民5名を射殺した事件。この一件をポール・リビアやサミュエル・アダムズといった植民地の自治権を求める者たち（パトリオット）が「虐殺（massacre）」と呼称して大きく報じたため、この名前で呼ばれる。イギリス側は事件が発生した地名からキング・ストリート事件（キング・ストリートじけん、英：Incident on King Street）と呼ぶ。
1767年にイギリス本国議会（グレートブリテン議会）で制定されたタウンゼンド諸法はアメリカ植民地で自治権を侵害するものとして強い反発を招き、これに対してイギリスは1768年よりマサチューセッツ湾直轄植民地に王室から任命された政府役人の警護や、同法の執行支援のため、イギリス軍を駐屯させていた。このため市民と駐屯兵の関係が緊迫する中で、些細な諍いをきっかけに、暴徒化した群衆が数人の兵士を取り囲み、罵倒したり、石や氷塊を投げつけた。トマス・プレストン大尉率いる6名の兵士が救援にかけつけたが、事態は収拾せず、そのうち、1名の兵士による不意の発砲により、プレストンの発砲命令なく他の兵士たちも次々に群衆に発砲した。この銃撃で3名が即死、8名が負傷し、うち2人がその後亡くなった。
代理総督のトマス・ハッチンソンが捜査を約束したことで群衆は解散し、翌朝にはプレストンと8名の兵士が逮捕されたが反イギリス感情の高まりから、最終的に軍はキャッスル島に退避せざるを得なかった。その後、プレストンら9名と民間人4名が殺人罪で起訴されたが、裁判は時間による沈静化を狙ったハッチンソンにより、半年以上経ってから行われた。この裁判では後の合衆国大統領ジョン・アダムズが被告人の弁護を担い、プレストンと兵士6名は無罪、兵士2名は故殺罪で有罪となった。また、有罪となった2名は本来は死刑であったが、当時の法慣習によって減刑され、親指への烙印の罰となった。
この事件は自治独立を志向する著名な愛国派（パトリオット）が、「虐殺（massacre）」という言葉を用いるなど、時に誇張も伴って植民地社会に喧伝され、イギリス本国と13植民地全体との緊張を高めた。特にリビアが制作した色刷りの版画が知られる。事件の結果、タウンゼンド諸法が一部撤廃されるなどしたが、本国と植民地の溝は埋まらず、その後もガスピー号事件やボストン茶会事件などが起こり、最終的に1775年のアメリカ独立戦争に至ることになる。

## 背景
イギリス領マサチューセッツ湾直轄植民地の首都であるボストンは、アメリカ植民地（13植民地）における重要な海運都市であると同時に、1760年代にはイギリス本国議会による課税に対する抵抗運動（代表なくして課税なし）の中心地でもあった。
1768年、イギリス本国議会はイギリスからアメリカ植民地に輸入される様々な物品に対して関税を掛けるタウンゼンド諸法を可決した。これに対し、植民地人たちは、イギリス臣民としての自然権、植民地憲章、憲法上の権利を侵害するものとして反発した。
マサチューセッツ植民地議会は、国王ジョージ3世にタウンゼンド諸法の1つである歳入法の停止を求める請願書を送付し、反対運動を開始した。また議会は他の植民地議会にも「マサチューセッツ回状」と呼ばれる書簡を送って抗議活動への参加を求め、特に対象輸入品を扱う輸入商のボイコットを呼びかけた。
新設されたばかりの植民地大臣に任用されたヒルズバラ伯爵は、マサチューセッツの行動を危険視した。1768年4月、彼はアメリカの植民地総督らに手紙を送り、マサチューセッツ回状に応じた植民地議会を解散させるよう指示した。また、マサチューセッツ植民地総督のフランシス・バーナードには、議会に回状の撤回を命じるよう指示した。しかし議会はこれに応じることを拒否した。
ボストン税関長のチャールズ・パクストンは「印紙法の時と同様に政府は国民の手に委ねられている」として、ヒルズバラ卿に軍事支援を求める手紙を出した。
サミュエル・フッド提督は、50門の大砲を備えた軍艦ロムニー号を派遣し、これは1768年5月にボストン港に到着してパクストンの要請に応えた。
6月10日、税関は、密輸に関与していたとして、ボストンの有力商人ジョン・ハンコックが所有していたスループ船リバティ号を押収した。元よりロムニー号の艦長が地元の船員たちを抑圧していたことも手伝って、ボストン市民の怒りは限界に達して暴動が起こり、税関職員はマサチューセッツ湾上にあるキャッスル島の要塞キャッスル・ウィリアムに避難した。
こうしたマサチューセッツの情勢不安に対し、ヒルズバラ卿は北アメリカ最高司令官トマス・ゲイジ将軍に「ボストンに必要と思われる軍隊」を送るよう指示して4個連隊が派遣されることが決定し、その最初の部隊は1768年10月1日にボストンに到着した。
1769年に2個連隊はボストンから撤兵したが、第14連隊と第29連隊はそのまま駐屯することとなった。
『ジャーナル・オブ・アカーランス』は、ボストン市民と兵士の衝突を記録した一連の新聞の匿名記事において、時に誇張された内容で緊張を煽ったが、1770年2月22日に発生した「約11歳の若者」クリストファー・サイダーが税関職員に殺されたという報道の後は、さらに顕著に緊張が高まった。
サイダーの死は『ボストン・ガゼット』紙で取り上げられ、彼の葬儀は、ボストンで当時最大規模で行われたとある。この事件とその後の報道は緊張を煽り、植民地主義者は嫌がらせ目的で兵士を探し、兵士の方も対立を求めていた。

## 事件

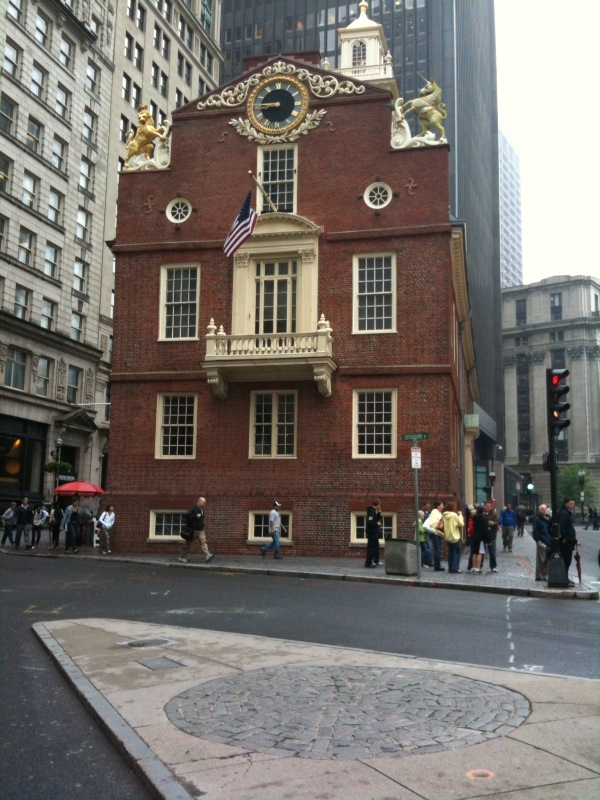
1713年から1776年まで使用されていた旧マサチューセッツ州会議事堂の正面写真。手前下の円形の石畳部分には「ボストン虐殺事件跡地」と書かれているが、実際に事件が起きたのは、この近くの通りである。

3月5日の晩、キング・ストリート（現在のステート・ストリート）にあるボストン税関で、屋外警備にあたっていたジョン・ゴールドフィンチ大尉とヒュー・ホワイト一等兵は、エドワード・ギャリックという名の13歳のかつら屋の見習い少年からちょっかいを掛けられた。それはゴールドフィンチがギャリックが雇われている店への代金を踏み倒そうとしているという批難であったが、実際には前日に支払いを済ませており、ゴールドフィンチはこの侮辱を無視した。
見かねたホワイトがギャリックに将校にはもっと敬意を払うべきだと呼びかけたところ、2人は互いに侮辱しあって口論となった。そしてギャリックは指でゴールドフィンチの胸を突き始めた。ここでホワイトは持ち場を離れると少年を挑発し、マスケット銃で彼の側頭部を殴打した。ギャリックが痛みに叫び声を挙げると、彼の仲間バーソロミュー・ブローダーズが介入し、ホワイトと口論となってますます群衆の注目を集めた。
現場に出くわした当時19歳の書店員ヘンリー・ノックス（後の独立戦争で将軍として活躍し、初代合衆国陸軍長官を務めた）は、ホワイトに「もし発砲すれば、お前は死ぬぞ」と警告した。
夜が更けるにつれ、ホワイトの周りに集まる群衆の数は増え、騒がしくなっていった。通常、火事の発生を意味する教会の鐘が鳴り響き、さらに多くの人々を集めた。クリスパス・アタックスという名の混血の元奴隷（自由ムラート）を筆頭に、50人以上のボストン市民がホワイトに押しかけ、物を投げつけたり、銃を撃つように挑発した。ホワイトは、税関の階段というやや安全な場所を確保すると救援を求めた。税関職員は近くにあった兵舎の当直士官であったトマス・プレストン大尉に助けを求めた。
彼の報告によれば、フット第29連隊の擲弾兵中隊から下士官1名と一等兵6名を抽出し、固定式銃剣を携帯していたホワイトの下へ駆けつけたという。
この部下たちの名はそれぞれ、ウィリアム・ウェムズ伍長以下、ヒュー・モンゴメリー、ジョン・キャロル、ウィリアム・マッコーリー、ウィリアム・ウォーレン、マシュー・キルロイである。彼らが群衆を分け入って進む中で、ノックスはプレストンのコートを掴むと彼に「どうか頼むから（For God's sake）、部下には注意しろよ。もし彼らが撃ってみろ、あんたは死ぬからな」と警告した。
これにプレストンは「わかっている」と答えた。
税関の階段の所にいたホワイトの下に辿り着くと兵士たちはマスケット銃を装填して半円形状に整列した。そして、プレストンは300から400人はいると推定される群衆に向かって解散するように叫んだ。
群衆は兵士の周りに押し寄せて「撃ってみろ！」と叫んだり、ツバを吐きつけたり、雪玉やその他、小さな物を投げつけて彼らを挑発し続けた。
宿屋の主人リチャード・パルメスは棍棒を手にした状態でプレストンに近づき、彼に兵士たちの武器に弾が込められているか確認した。プレストンは装填はされているが、自分の許可なしには発砲しないと断言した。後の彼の証言によれば、自分が部下たちの前に立っていたがために、発砲する可能性は低かったとしている。その後、投擲物が直撃したモンゴメリ一等兵が倒れ、マスケット銃を落とした。怒った彼は銃を拾い直すと「ちくしょうめ、撃ってやる！」と叫び、未だ発砲許可がない中で群衆に向かって発砲した。パルメスは、まずモンゴメリに棍棒を振り下ろして、その腕を打ち、次にプレストンに振り下ろした。棍棒はプレストンの頭部をかろうじてかすめ、代わりに腕に命中した。
その後、正確な時間は不明だが一時小康状態になった後（目撃者の推定では、数秒から2分）、兵士が群衆に向かって発砲した。プレストンの命令によるものではなかったため、それは統制の取れたものではなかった。不規則な連射の末に11名の男性が被弾した。
この内、3名のアメリカ人、クリスパス・アタックス、ロープ職人のサミュエル・グレイ、船員のジェームズ・コールドウェルが即死した。
17歳の象牙加工職人見習いのサミュエル・マーヴェリックは、群衆の後方にいたが跳弾を受けて翌朝未明に亡くなった。腹部に命中したアイルランド移民のパトリック・カーは、当時の医療技術では致命傷であり、2週間後に死亡した。
見習い職人のクリストファー・モンクは重傷を負い、不具者となった。彼は1780年に亡くなったが、死因は10年前に負った、この時の傷が原因とされる。
群衆は税関の建物からは離れたが、通りには人が増え続けた。
プレストンは直ちに第29連隊の大部分を召集し、議事堂前に防御陣地を敷いた。
現場に駆けつけた代理総督のトマス・ハッチンソンは群衆に圧迫され、議事堂内に入らざるを得なかった。そのバルコニーより、彼は最小限の秩序を回復し、群衆が解散すれば、発砲に対する公正な捜査を行うと約束した。
- 有名なポール・リビアの版画の元となったヘンリー・ペラムの版画。このオリジナルでは「Butcher's Hall」の文字はない。
- リビアの版画の着色版の1つ。このバージョンでは被害者の中に黒人がいない。
- リビアの版画をアレンジして作成されたジョン・バフォード（英語版）による1856年の作品。中央に黒人のクリスパス・アタックスが描かれて強調されており、奴隷制廃止派の重要なシンボルとなった[34]。
- アロンゾ・チャペル（英語版）による1868年製作の版画。それ以前の作品よりも、より混沌とした様子で描かれている。

## 事件後

### 容疑者の逮捕・起訴とイギリス軍への退去命令
ハッチンソンは直ちに事件の捜査を開始し、翌朝にはプレストンと8人の兵士が逮捕された。
ボストン議会は軍隊をキャッスル島にある要塞キャッスル・ウィリアムに撤退させるようハッチンソンに命じ、植民地人たちはファニエル・ホールで市民会議を開き、この事件を議論した。
総督評議会は当初、軍隊の撤退命令に反対し、ハッチンソンには軍に対する移動命令の権限はないと説明した。部隊の指揮官はウィリアム・ダルリンプル中佐であったが、彼は部隊を移動させることを申し出なかった。
これを知った市民会議はさらに反発を強め、彼らは立場を変えて全会一致で（ハッチンソンの報告書によれば「強要されて」）軍隊の撤収を要請することが可決された。
総務長官アンドリュー・オリバーは部隊を撤収させなかった場合について「おそらく民衆により壊滅させられていただろう――　それが反乱と呼ばれるべきか、我々は憲章を失うことになるだろうか、その結果がなんであれ」と報告している。
約1週間後に、第14連隊は何事もなくキャッスル島に移動し、第29連隊もその直後に移動したが、総督が町を統治する有効な手段を失った。
犠牲者のうち、先に亡くなった4名は3月8日にボストン最古の埋葬地の1つであるグラナリー墓地に式典を伴って埋葬された。その後、3月14日に亡くなった5人目の犠牲者パトリック・カーは、3月17日に彼らと同じ場所に埋葬された。
3月27日に、プレストン大尉と8名の兵士、また4名の民間人が殺人罪で起訴された。この4人の民間人は税関にいた者たちであり、彼らも発砲したとされていた。
ボストンの市民たちは軍隊とその家族に対し、敵愾心を持ち続けた。ゲイジ将軍は軍の駐屯について現状は利より害が勝るとして、5月に第29連隊のマサチューセッツ植民地からの撤退を命じた。
ハッチンソンは、現状の緊張状態を利用して、裁判を（年内の間で）なるべく遅らせようと画策した。

### プロパガンダ合戦
事件発生から数週間、ボストンの愛国派（パトリオット）と忠誠派（ロイヤリスト）の間でプロパガンダ合戦が繰り広げられた。両者は双方で全く異なる内容の小冊子を発行し、これは主にロンドンで出版され、ロンドンの世論に影響を及ぼそうと試みられたものであった。
特に急進的な愛国派は、これを「虐殺（massacre）」と呼称した。
例えば、『ボストン・ガゼット』誌は、この虐殺は「自由の精神を鎮圧するため」に現在進行中の計画の一部であると述べ、市内に軍隊を駐屯させることへのネガティブな結果について強調した。
ボストン虐殺事件を描いた版画でよく知られるものに銀細工師で版画家のポール・リビアによる作品がある（正確には著名な肖像画家ジョン・シングルトン・コプリーの異母兄弟で、自身は彫版工であったヘンリー・ペラムの版画を、リビアが忠実に模写した作品であるが、今日においてはリビアがオリジナルの作者と思われている）。この版画は、いくつか軍に批判的な内容が含まれている。プレストン大尉は部下に一斉射撃を命じており、彼らの背後の税関の窓には「Butcher's Hall（ブッチャーズ・ホール）」（注：ブッチャーは肉屋の意味で転じて虐殺者を意味する）と書かれている。
画家のクリスチャン・レミックはいくつかのバージョンに手彩色を施した。
これら版画のいくつかのバージョンにはアタックスの描写と一致する、胸に2つの傷がある浅黒い顔の男が描かれているが、一般には黒人の犠牲者は示されていなかった。この絵は『ボストン・ガゼット』に掲載されて広く知られ、効果的な反イギリスの声明となった。真っ赤な「ロブスターの背中」の絵と、赤い血を流した負傷者の絵はニューイングランド中の農家に掲げられた。
また、この事件を様々な視点から説明した匿名の小冊子も出版された。『A Short Narrative of the Horrid Massacre（恐ろしい虐殺についての短い物語）』はボストン市議会の後援を受けて出版されたものであり、主に総督評議会のメンバーで、イギリスの植民地政策を声高に批判するジェイムズ・ボーディンがサミュエル・ペンバートンやジョセフ・ウォレンとともに執筆した。
この小冊子は、発砲事件と、他にその前日に起こった小さな事件を、平和で法律を守っている住民に対する謂れのない攻撃とし、歴史家のニール・ラングレー・ヨークによれば、おそらくこの出来事について説明した最も影響力のある文章であった。
それら説明は事件後に行われた90以上の供述書が基になっており、この中にはプレストン大尉が、危害を加える意図を持って部下を配備したという非難も含んでいた。
市の指導者たちは、陪審員団への影響を最小限にするために地元への小冊子の配布は差し控えていたが、他の植民地や、あるいはハッチンソンがロンドンに供述書を送ろうと画策していることを察知して、同地には先んじてコピーを送っていた。
『Additional Observations on the Short Narrative（短い物語についての追加見解）』と題された2つめの小冊子では、税関職員が危険のため職務を行えないという名目で職場放棄していると主張し、王室の役人への攻撃をさらに助長した。
ある税関職員は、ハッチンソンの集めた供述書をロンドンに運ぶためボストンを出発した。
ハッチンソンの証言は、主に兵士たちの証言が収められた『A Fair Account of the Late Unhappy Disturbance in Boston（ボストンにおける最近起こった不幸な騒動についての公正な説明）』と題する小冊子に掲載された。
その内容はボストン市民が議会法の正当性を否定していることを非難するものであった。また、この騒動に先立つ無法状態をボストン市民の責任とし、彼らが兵士を付け狙っていたと主張していた。
ただ、この小冊子が発行されたのは最初の小冊子がロンドンに到着したよりも、かなり後のことであったため、ロンドン世論に与えた影響はかなり小さかった。

### 裁判

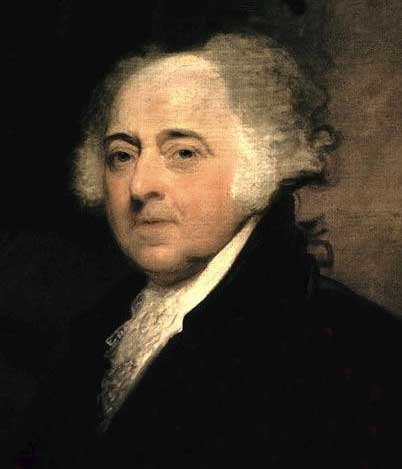
兵士らの弁護を担当したジョン・アダムズ。

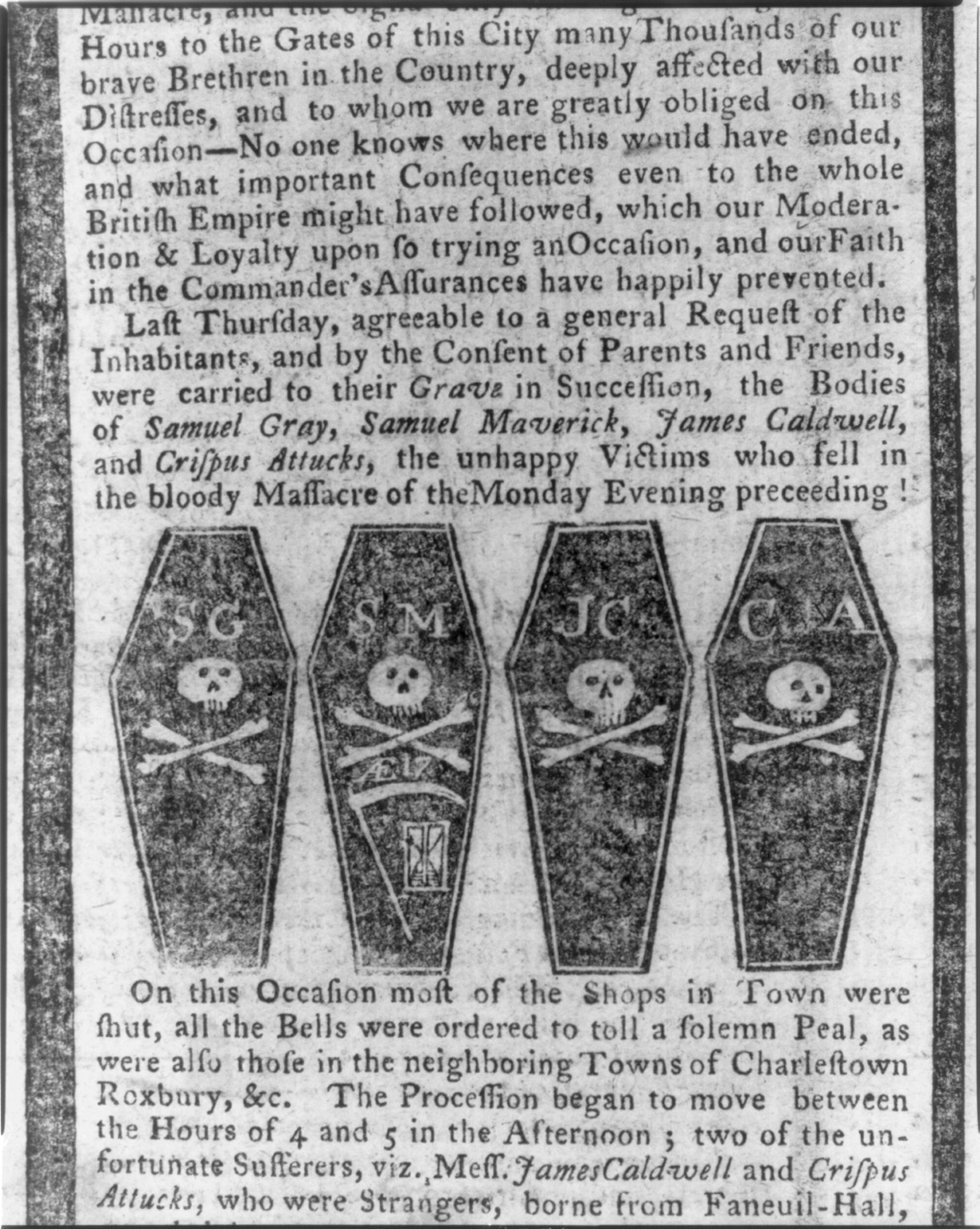
葬儀の4日後にあたる1770年3月12日付のボストン・ガゼット紙の報道。イラストは4人の犠牲者の棺を表し、それぞれのイニシャルが入っている。

植民地政府は、イギリス本国からの報復の因縁とならないように、また穏健派が愛国派らから疎外されないように、兵士たちに公正な裁判を受けさせることを決めた。ここで政府はジョン・アダムズにプレストンの弁護を依頼した。アダムズはすでに有力な愛国派として知られ、公職への立候補も考えていたが、公正な裁判を確保するという主旨に同意し、許諾した。
また愛国派の中でも急進派である「自由の息子達」が任命に反対しないと保証された後、ジョサイア・クインシー2世と、ロイヤリストのロバート・オークムティも参加することが決まった。
彼らは、陪審員団を調査することを主な任務とするサンプソン・ソルター・ブロワーズと、裁判で用いられる詳細な遺体図を描いたポール・リビアの支援を受けた
。
またボストン市は、マサチューセッツ植民地司法長官サミュエル・クインシーと私選弁護士ロバート・トリート・ペインを検察役として任命した。
1770年10月下旬にプレストンの裁判が先んじて行われ、彼の発砲命令はなかったと陪審員たちは判断したため、無罪判決が下った。
8名の兵士に対する裁判は1770年11月27日に開廷した。
アダムズは陪審員たちに、兵士たちがイギリス人であるという事実の先を見るように求めた。また彼は兵士らを挑発した群衆を「生意気な小僧、ニグロ、ムラート、アイルランドのティーグ、ジャック・ターからなる雑多な暴徒共（rabble）」と呼んでいた。そして「なぜ、そのような者共の一団を暴徒（mob）と呼ぶことを躊躇しなければならないのか、その呼び名が彼らにとってあまりにも立派ならともかく、私には想像がつかない。3月5日に暴徒らが兵士らを襲った（と認めた）からといって、太陽が止まったり消えたり、川が干上がることはない」と続けた。
アダムズは「おそらく、あの夜の恐ろしい惨事の主な原因」は元奴隷のクリスパス・アタックスの外見や挙動にあったとし、「彼の外見そのものが、何人をも恐怖させるに十分」であり、「片手で銃剣を掴み、もう片方の手で相手を打ち倒した」と陳述した。その上で、兵士らは暴徒に反撃する法的権利を持ち、したがって無実であると主張した。また、もし仮に挑発はされたが危険には晒されていなかったとしても、その場合でもせいぜいが故殺罪が適切だと指摘した。
しかし、この中の銃剣を掴んだという発言は証人2人の証言と矛盾しており、兵士が発砲し始めたとき、アタックスは12–15フィート (3.7–4.6 m)離れており、銃剣を手に取るには遠すぎた。
『The American Scholar』の著者ファラ・ピーターソンは、裁判におけるアダムズのスピーチは、彼の法廷戦略が「被告人が黒人とその取り巻きを殺したに過ぎず、それゆえに絞首刑には値しないと陪審員を納得させることにあった」と指摘している。
陪審員はアダムズの主張に同意し、2時間半にわたる審議の末、兵士のうち6名を無罪とし、残り2名を故殺罪で有罪とした。この2名には彼らが群衆に向かって直接発砲したという明白な証拠があったためであった。この陪審員らの決定は、兵士が群衆に脅威を感じていたとしても、発砲の判断は遅らせるべきであったと考えていたことを示唆している。
また、有罪判決を受けた兵士は聖職者の特権を訴えることによって減刑され、死刑判決から公開の場での親指への烙印となった。
パトリック・カーの死の床での証言も、8人の兵士の殺人容疑を晴らすのに一役買った。以下は、彼を看取った医師ジョン・ジェフリーズに対する法廷での尋問内容である。
Q：あなたはパトリック・カーを担当した医者ですか？

A：そうです。

Q：彼（カー）は危険を感じていましたか？

A：彼が言うには、彼はアイルランド出身で、暴動が起きる様や、それを鎮圧するために兵士が出動する様を頻繁に見ていたそうです――　アイルランドでは兵士が民衆に向かって発砲するのをよく見たが、（今回のような）発砲までにここまで耐えたことは見たことがなかったそうです。

Q：彼と最後に会話をしたのはいつでしたか？

A：午後4時頃です、その夜に彼は亡くなりました。そこで彼は次のようなことを話しました。自分を撃った男が誰であれ、そいつを許す。彼に悪意はなく、自分を守るために撃ったんだと納得している。
エドマンド・トローブリッジとピーター・オリバーの両判事は陪審員らを指導し、特にオリバーは「カーの証言が宣誓に基づいていないのは事実だが、永遠の眠りについて間もない男の、しかも彼が命を落とす原因となった男たちに有利な証言を信じるべきかどうかを、あなた方は判断せねばならないのだ」と言及した。このカーの証言はアメリカ合衆国の法規範における伝聞証拠禁止の原則における死亡宣告時の例外について最初期に記録された事例の1つである。
4人の民間人は12月13日に裁判にかけられた。
主な検察側証人は被告人の1人が雇っていた使用人であったが、彼は弁護側証人によって容易に反証される供述をした。被告人は全員が無罪となり、また検察側証人であった使用人は偽証罪で有罪判決を受け、鞭打ちとマサチューセッツ植民地からの追放刑を受けた。

## 影響

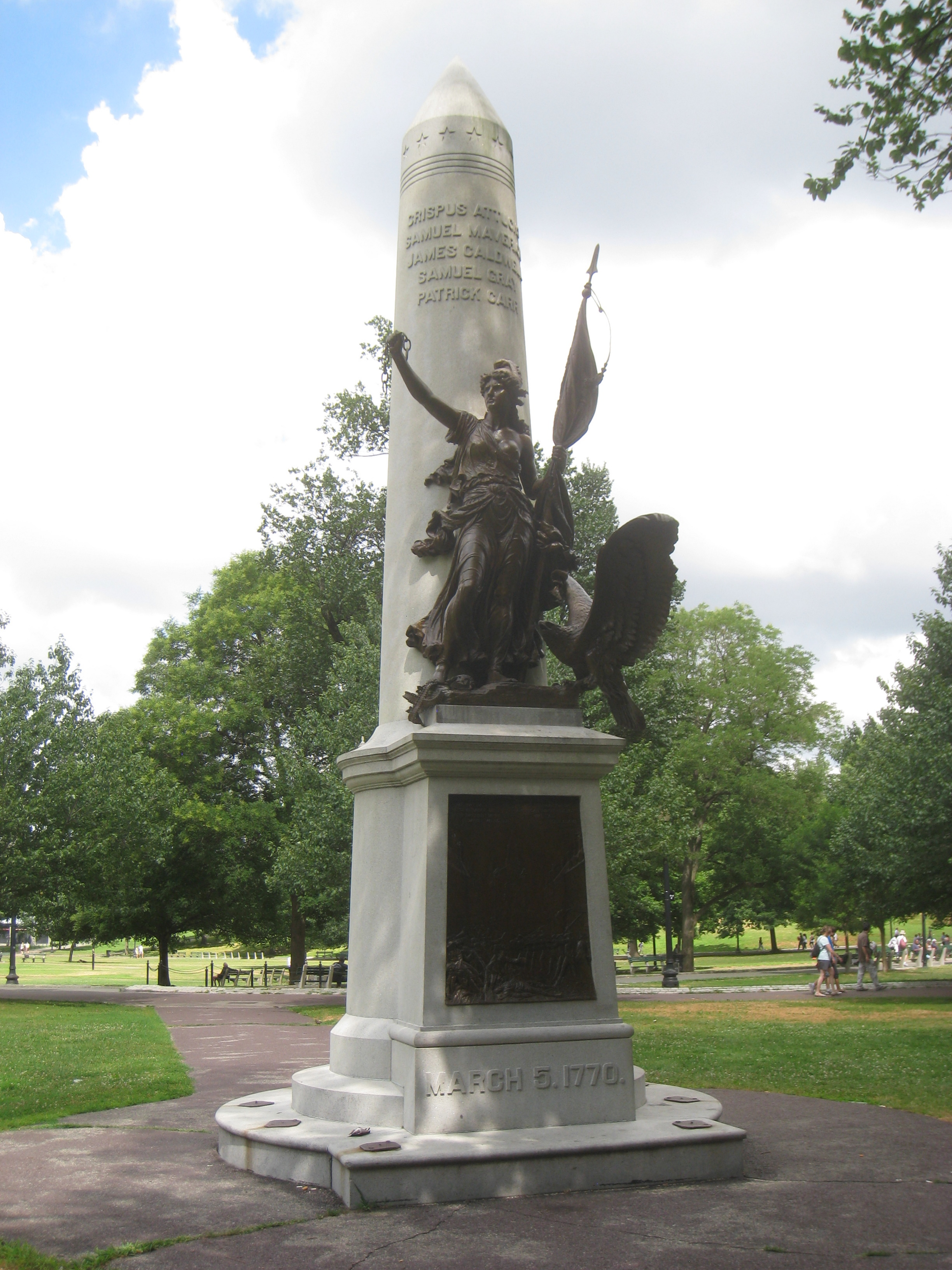
ボストンコモンに建てられたボストン虐殺事件記念碑（1889年、アドルフ・ロバート・クラウス作）。

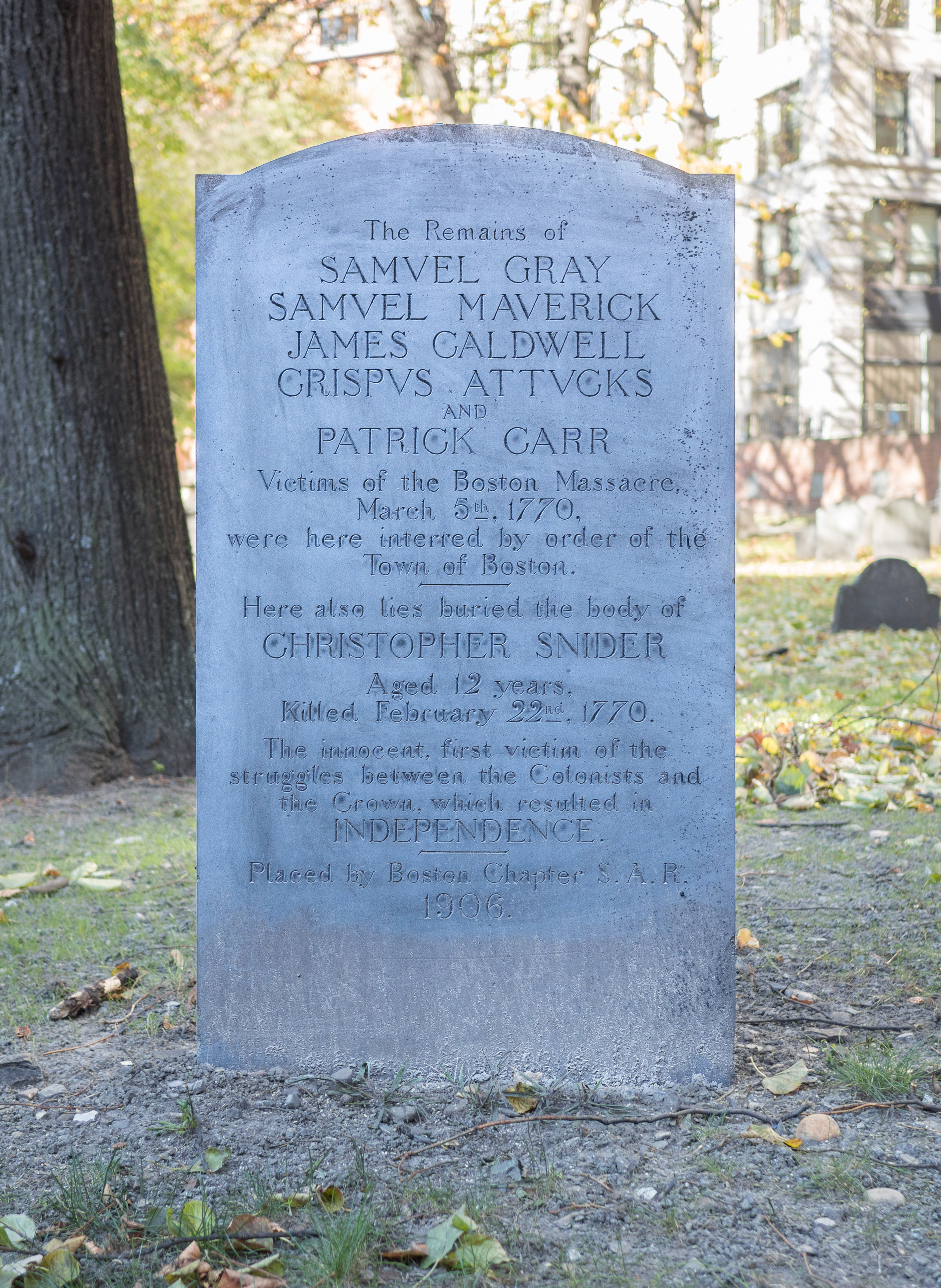
グラナリー墓地にある事件の被害者5名の墓標。1888年に現在の場所へ改葬された。

### アメリカ独立戦争への発展
ボストン虐殺事件は国王ジョージ3世とイギリス議会の権威に対する植民地の感情を変えた最も重要な出来事の1つと考えられている。ジョン・アダムズは、1770年3月5日に「アメリカ独立の基礎が築かれた」と書き、サミュエル・アダムズや他の愛国派は毎年の記念行事（虐殺の日）を利用して、独立への大衆の感情を煽った。
この事件で重傷を負い、1780年に死亡した当時少年のクリストファー・モンクは、イギリスへの敵意を忘れさせないものとして称えられた。
後に起こるガスピー号事件やボストン茶会事件は、イギリスとその植民地との間に生まれた溝を、さらにさらけ出すものであった。ニール・ヨークは独立戦争の発生までに5年の月日があり、両者の関係性はやや弱いと示唆しているものの、本事件が後の暴力を伴う反乱に繋がっていった重要な出来事と広く認識されている。
ハワード・ジンは、ボストンには「社会階級の怒り」が満ちていたと論じている。彼は、『ボストン・ガゼット』が1763年に報じたものに、「少数の権力者」が「人々を謙虚にさせるため、彼らを貧しい状態に維持する」政治プロジェクトを推進している、とするものがあったと紹介している。

### 記念式典
この虐殺事件は、1858年にウィリアム・クーパー・ネルが主催した記念式典で追悼されるようになった。ネルは黒人奴隷解放運動家であり、独立戦争におけるアフリカ系アメリカ人の役割を示す機会としてクリスパス・アタックスの死を引用した。
また、同事件を記念して、犠牲者の肌の色を黒に変えてアタックスの死を強調する芸術作品も制作された。
1888年、ボストンコモンに同事件の犠牲者を追悼するためのボストン虐殺事件記念碑が建てられ、また犠牲者の5名はグラナリー墓地の目立つ墓へと改葬された。
毎年3月5日、ボストン協会の後援による同事件の再現劇が行われている。
旧議事堂、事件現場、グラナリー墓地はボストンのフリーダムトレイルの経路上にあり、街の歴史上重要な場所を結んでいる。